# 1761 en architecture
| Années de l'architecture : 1758 - 1759 - 1760 - 1761 - 1762 - 1763 - 1764    |
| Décennies de l'architecture : 1730 - 1740 - 1750 - 1760 - 1770 - 1780 - 1790 |

Cet article présente les faits marquants de l'année 1761 en architecture.

## Réalisations
- Hôtel de ville d'Ivrée en Italie.

## Événements
- Robert Adam devient architecte du roi George III de Grande-Bretagne de 1761 à 1768.

## Récompenses
- Prix de Rome (sujet : une salle de concert) : Antoine Joseph de Bourge (premier prix) ; Antoine-François Peyre (troisième prix).

## Naissances
- x

## Décès
- x